# المثلث الجنوبي (كوكبة)

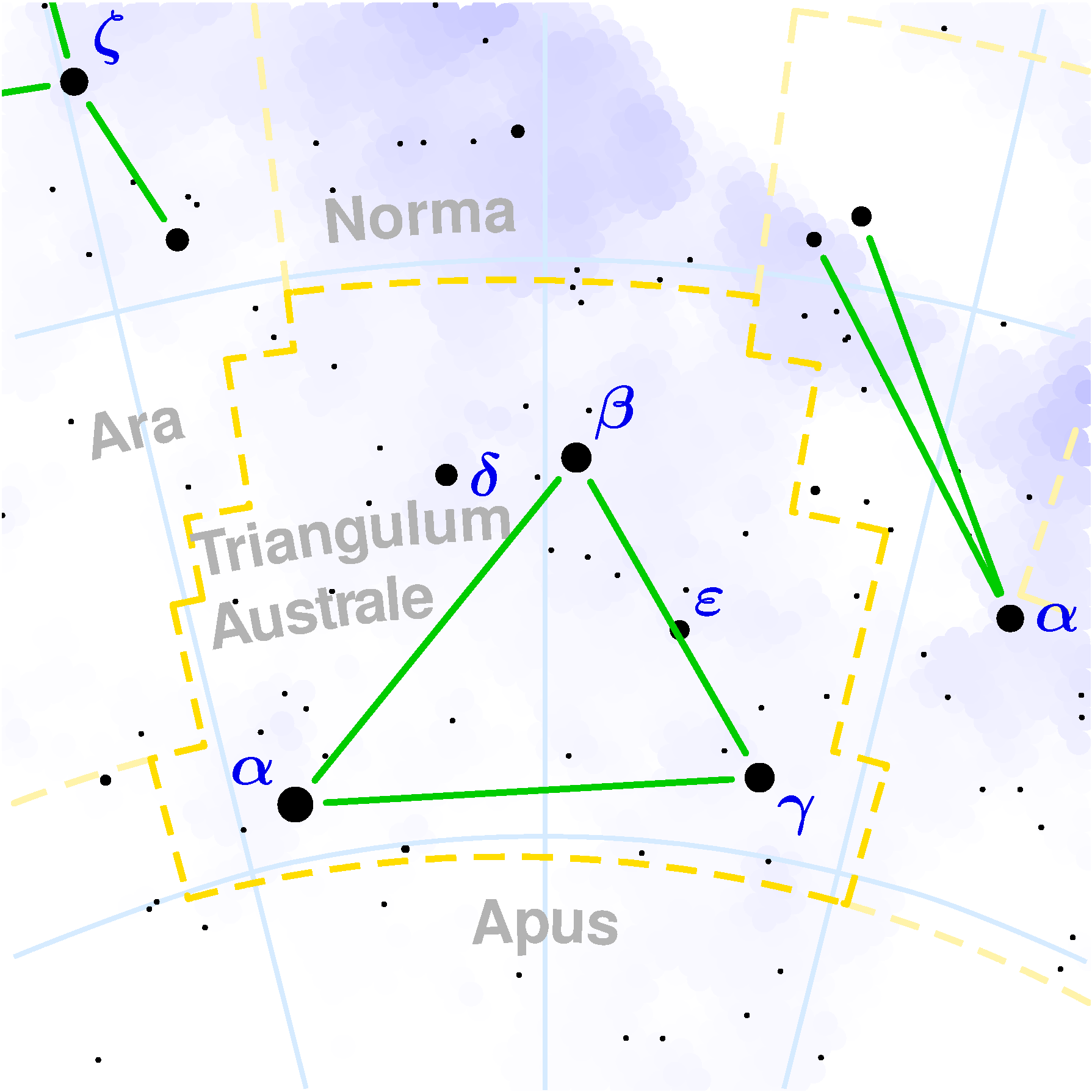
كوكبة المثلث الجنوبي.

كوكبة المثلث الجنوبي (بالإنجليزية: Triangulum Australe)‏ هي كويكبة تتألف من ثلاثة نجمات لامعات تجعلنه ألفت للنظر من نظيره الشمالي كوكبة المثلث. يمر شريط مجرة درب التبانة من خلال المثلث الجنوبي. هنا بالإمكان مراقبة التجمع النجمي المفتوح NGC6025.